# Straż Obywatelska dla Górnego Śląska
Straż Obywatelska dla Górnego Śląska – tajna organizacja paramilitarna, stworzona przez polski obóz narodowy. Organizacja powstała z inicjatywy śląskiego naczelnika Towarzystwa Gimnastycznego „Sokół” Józefa Dreyzy.

## I etap działalności
Założono ją 16 października 1918 w Katowicach Załężu na spotkaniu w restauracji Grünfelda w celu obrony ludności polskiej przed niemieckimi bojówkami. Organizacja opierała się na strukturach Towarzystwa Gimnastycznego „Sokół”, a jej najaktywniejszymi działaczami byli: Józef Dreyza, Stanisław Mastalerz, Adam Postrach i Alojzy Pronobis. Władze niemieckie 10 grudnia 1918 zabroniły pod odpowiedzialnością karną wstępowania do SO G.Śl., dlatego przekształcono ją w pozornie legalną organizację Związek Wojacki.

## II etap działalności
SO G.Śl. utworzono ponownie w maju 1921 w celu zabezpieczania zaplecza w trakcie III powstania śląskiego. W fabrykach działała też pod nazwą: Straż Kopalniana i Straż Przemysłowa.